# 贝西滑刃线虫
贝西滑刃线虫（學名：Aphelenchoides besseyi），亦作水稻干尖线虫，是一種植物性病原線蟲，屬於滑刃科芽葉線蟲屬。

## 分佈
本物種見於非洲、北中南美洲、亞洲、東歐及太平洋島嶼

## 治療
根據美國農業部的建議，感染了本物種的大米種子可用倍硫磷的水溶液浸泡來治癒。